# Джованні Фонтана
Джованні Фонтана (англ. Giovanni Fontana; (бл. 1395 - бл. 1455) — венеціанський лікар та інженер, який зображав себе як мага. Він народився у Венеції в 1390 р., закінчив Університет Пауда, де він отримав вчений ступінь в галузі мистецтв в 1418 р. і вчений ступінь в галузі медицини в 1421 році. .  В університетських списках студентів він значиться як "майстер Джон, син Михайла де-ла-Фонтану" ("Master John, son of Michael de la Fontana") ".

## Праці

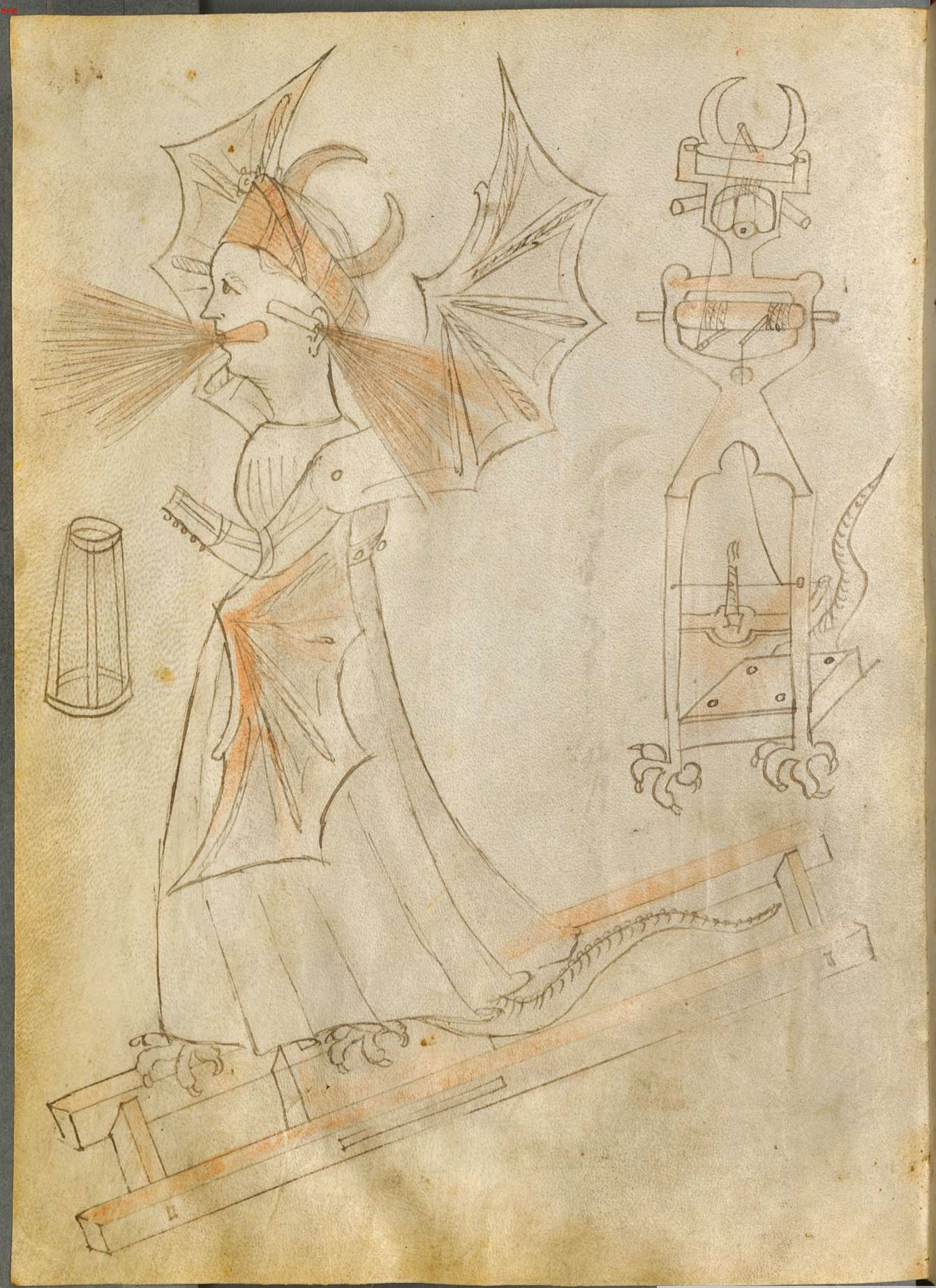
Giovanni Fontana. Bellicorum instrumentorum liber

Джованні Фонтана видав ряд робіт у різних галузях.
Основні з них:
- Bellicorum Instrumentorum Libri cum figuris et fictitijs literis conscriptus, Monaco di Baviera, Bayerische Staatsbibliothek, Cod. Icon. 242, disponibile su Internet [недоступне посилання з травня 2019] «Книга приладів для ведення війни» (складена між 1420-1440 рр.).

- Secretum de thesauro experimentorum ymaginationis hominum, Parigi, Bibliothèque Nationale, Cod. Lat. Nouv. Acq. 635.

- «Чарівна лампа» (лат. Laterna magica, 1420).[4]

- Nova compositio horologi (Biblioteca Universitaria di Bologna MS 2705 f. 1-52). 1418.

- De horologio aqueo (Biblioteca Universitaria di Bologna MS 2705 f. 53 sg.). Scritto verso il 1417 e dedicato a un amico di nome Poliseo.

- De pisce, cane et volucre (Biblioteca Universitaria di Bologna MS 2705 f. 85-105). 1417-1418.

- De trigono balistario (Oxford, Bodleian Library, MS Canon Misc. 47). Scritto a Udine nel 1440.

- De omnibus rebus naturalibus. Scritto intorno al 1450. È una grande enciclopedia stampata nel 1545 da Ottaviano Scoto a Venezia sotto il falso nome di Pompilio Azzali Piacentino.

## Інтернет-ресурси
- Bellicorum instrumentorum liber at the Bavarian State Library [Архівовано 22 липня 2011 у Wayback Machine.].
- Johannes <de Fontana>: Bellicorum instrumentorum liber cum figuris - BSB Cod.icon. 242 [Архівовано 28 січня 2016 у Wayback Machine.]
- Bellicorum instrumentorum liber, 70r: Laterna magica [Архівовано 19 січня 2016 у Wayback Machine.]
- The First Italian Technology Manuscript [Архівовано 1 листопада 2011 у Wayback Machine.]